# Enrique de Prusia (1900-1904)
El príncipe Enrique de Prusia (en alemán: Heinrich von Preussen; 9 de enero de 1900 - 26 de febrero de 1904), fue el tercer y último hijo del príncipe Enrique de Prusia y su esposa la princesa Irene de Hesse y del Rin, y por lo tanto bisnieto de la reina Victoria por ambas partes. Murió a los cuatro años a consecuencia de una caída por efectos de su hemofilia.

## Vida
A su padre le agradó el nacimiento de otro hijo, especialmente uno tan guapo, ya que el príncipe tenía el pelo rubio. El recién nacido recibió inmediatamente el título de Príncipe de Prusia con el estilo de Alteza Real, y fue bautizado en el castillo de Kiel el 15 de marzo de 1900. Sus hermanos mayores eran Waldemar, homónimo de su tío fallecido en la infancia, y el príncipe Segismundo, tocayo de su otro tío fallecido. Enrique fue nombrado en honor a su padre. Sus padres eran primos, sus abuelos paternos eran el emperador Federico III de Alemania y la princesa real Victoria del Reino Unido, y los maternos el gran duque Luis IV de Hesse-Darmstadt y la princesa Alicia del Reino Unido.
Su madre era portadora de la hemofilia, un defecto en la coagulación de la sangre, al ser nieta de la reina Victoria, y le trasmitió la enfermedad; fue diagnosticado de pequeño pero a pesar de ello, era un niño muy alegre y vivaz al que le gustaba mucho jugar. A medida que Enrique crecía, se hizo más consciente de su condición. Vivió la mayor parte de su vida en Kiel.

## Muerte
El 25 de febrero de 1904, la princesa Irene dejó a Enrique sin supervisión durante unos minutos mientras iba a buscar algo. El travieso se subió a una silla y luego a la mesa. Cuando escuchó que su madre se acercaba, intentó bajar rápidamente, pero tropezó al intentar bajar de la silla y cayó al suelo de cabeza. Comenzó a gritar, lo que inmediatamente llamó la atención de la princesa. Cuando lo alcanzó, el niño estaba casi inconsciente. El médico dijo que la caída no había sido tan grave y que el niño habría sobrevivido si no hubiera sido hemofílico. Sin embargo al sufrir esta condición, era seguro que el joven príncipe moriría. Sufrió una hemorragia cerebral. Murió al día siguiente, el 26 de febrero. Tenía cuatro años.

## Secuelas
Enrique falleció en parecidas circunstancias que su tío Federico de Hesse-Darmstadt, el cual también sufría de la enfermedad y también murió por una caída con tres años. La muerte prematura del príncipe Enrique afectaría mucho a la princesa Irene, que se encerraría en sí misma.
Pocos meses después nacería su primo el zarevich Alexis Nikolaievich, también famoso por su hemofilia. Uno de sus hermanos mayores, el príncipe Waldemar, también padecía hemofilia. Vivió hasta los 56 años y estaba casado pero no tuvo hijos. El hermano del medio el príncipe Segismundo, no se vio afectado por la enfermedad.
- Datos: Q7902792